# Bénédicte Couvreur
Bénédicte Geneviève Blandine Couvreur (* 12. Juni 1971 in Reims, Frankreich) ist eine französische Filmproduzentin.

## Leben
Bénédicte Couvreur studierte zunächst Soziologie. Es folgte bis 1998 ein Studium der Filmproduktion bei La Fémis in Paris. Sie produzierte die nächsten Jahre einige Kurzfilme. Seit 2007 ist sie Stamm-Produzentin für die Regisseurin Céline Sciamma, für deren Werk Porträt einer jungen Frau in Flammen wurde sie für den BAFTA-Award und den César nominiert.

## Filmografie (Auswahl)
- 2001: La tête sous l’eau (Kurzfilm)
- 2006: L’homme qui rêvait d’un enfant
- 2007: Water Lilies (Naissance des pieuvres)
- 2007: Alte Liebe (L’Âge de l’amour)
- 2007: La part animale
- 2011: Tomboy
- 2013: Parade
- 2014: Mädchenbande (Bande de filles)
- 2019: Porträt einer jungen Frau in Flammen (Portrait de la jeune fille en feu)
- 2021: Petite Maman – Als wir Kinder waren (Petite maman)